# Bílá Lhota (zámek)
Bílá Lhota je klasicistní zámeček s empírovými prvky nacházející se na podhůří Zábřežské vrchoviny, při okraji stejnojmenné obce Bílá Lhota, 7 km západně od Litovle v okrese Olomouc v Olomouckém kraji.

## Historie
Ves Bílá Lhota je poprvé připomínána v roce 1356, kdy byla v držení vladyků z Řimic. Prvním známým majitelem byl Zdislav z Řimic, který užíval přídomek ze Lhotky. V místě nynějšího zámku stála tvrz, která je výslovně v pramenech uváděna až v roce 1437 a jež tehdy náležela Ješkovi ze Lhoty. Ta však nejspíše zanikla a snad se po ní dochovalo tvrziště v areálu Arboreta Bílá Lhota (prostor dnešní jízdárny).
V roce 1464 postoupil Jiří z Poděbrad lhotské panství (tj. tvrz a statek ve Lhotě včetně pěti okolních vsí) Karlovi z Vlašimi. Ten záhy postoupil celé panství Erazimu Bítovskému ze Slavíkovic a jeho potomci nejspíše postavili tvrz novou.
Poté je tvrz uváděna ještě několikrát v průběhu 15. a 16. století. Ke konci 16. stol. se majitelem panství stal Mikuláš Kobylka z Kobylího. Za Jana Záviše Bítovského ze Slavíkovic a jeho manželky Kunky z Kobylího byla tvrz v šedesátých letech 17. století přestavěna a nesla již znaky renesančního čtyřkřídlého zámku. V 17. století pak došlo ještě k dalším stavebním úpravám.
V roce 1720 koupil panství za 31 580 zlatých Markvart Hochberg z Hennersdorfu. Původně renesanční zámek byl opakovaně přestavován a jeho renesanční podoba byla prakticky setřena obzvláště po přestavbě ve 40. letech 18. století v barokním stylu. V roce 1746 koupil zámek se statkem Jan Maxmilián Žižka a zámek se stal jeho panským sídlem, kvůli dluhům jej však brzy prodal.
V letech 1792 až 1840 byli majiteli panství Speilové z Ostheimu. Dcera Jana Alberta Speila se provdala za německého hudebního skladatele Conradina Kreutzera (1780–1849).Ten byl kapelníkem vídeňské opery a při jednom ze svých zdejších pobytů pracoval na hudbě k opeře Noc v Granadě.
Od roku 1869 byl zámek a velkostatek majetkem rodu Riedlů a to až do roku 1945. Zásluhou Quida Riedla se park proměnil ve významný dendrologický areál. Po roce 1947 přešel majetek do státní správy a byl využíván jako sídlo úřadů a zdravotnických zařízení. Dochovaly se pouze malé fragmenty původní výzdoby, mobiliář byl odvezen.
Dnešní podoba zámku pochází z počátku 19. století.

## Zámecký park (arboretum)
V polovině 15. století se podle dochovaných pramenů u tvrze nacházela ovocná a zeleninová zahrada. Na přelomu 16. a 17. století vznikl dubový hájek (dnešní Jízdárna) a mnoho exemplářů dřevin vysázených v tomto období se zachovalo do dnešních dnů. Park byl u zámečku v Bílé Lhotě založen okolo roku 1700 v souvislosti s renovací budovy. V 1. polovině 19. století Jan Vojtěch Speil založil u zámku park v anglickém stylu.
Počátky arboreta se připisují dendrologovi Quidu Riedlovi, který zde v letech 1926 až 1945 soustředil několik stovek druhů okrasných dřevin. Zámecký park rozšířil a upravil ve smíšeném francouzsko–anglickém stylu. Na přelomu čtyřicátých let vysadil poblíž parku ovocný sad. Většina stromů však pomrzla během krutých zim. 
Park značně utrpěl za druhé světové války a k jeho obnově došlo až po roce 1965, kdy Vlastivědný ústav v Olomouci zahájil budování arboreta. V roce 1968 byl zámecký park zpřístupněn veřejnosti jako Arboretum Bílá Lhota a v současnosti je zařazen v kategorii Národní přírodní památka (pod názvem Park v Bílé Lhotě).
Budova zámku sice dnes tvoří hranici arboreta, které se nachází v místech bývalého zámeckého parku, ale s arboretem již nijak nesouvisí. V arboretu Bílá Lhota rostou nejen domácí dřeviny, ale i vzácné evropské a zámořské stromy. Celkem tu je více než 300 druhů listnatých, jehličnatých a stále zelených dřevin ze severní Ameriky, Japonska, Číny, Malé Asie a dalších zemí.

## Současnost
Dnešní zámek je jednoduchá, jednopatrová, čtyřkřídlá budova s malým dvorem. Ze zámku jsou přístupné pouze prostory sloužící pro veřejnost. Budova zámku je majetkem obce Bílá Lhota a slouží jako obecní úřad, pošta, knihovna a zdravotní středisko.